# درب

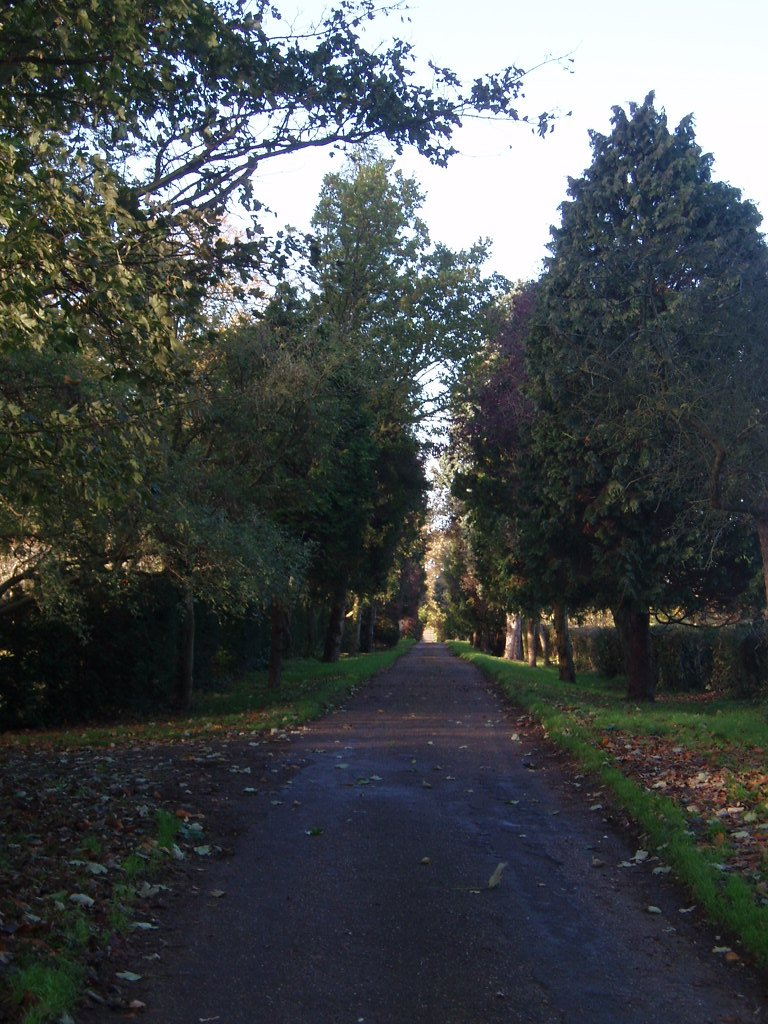
درب إلى مزرعة

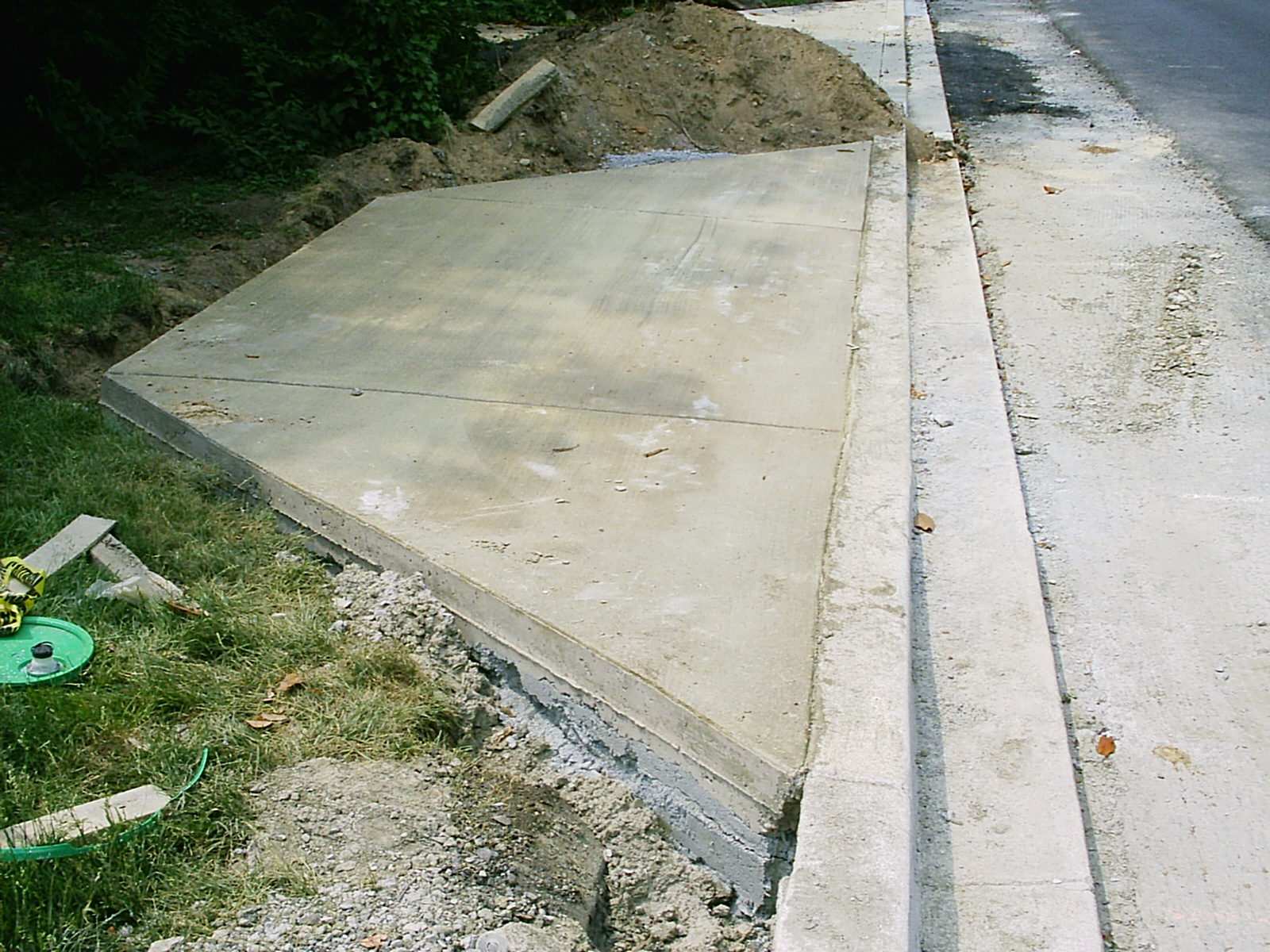
ساحة للدرب وجولٌ مائل إلى شارع عام وكلها قيد الإنشاء

الدَّرْب هو نوع من الطرق الخاصة للوصول إلى مبنى أو مُنشأة يمتلكه ويصونه فرد أو مجموعة.

## في اللغة
من معاني الدرب حسب المعجم الوسيط:
- المَضيقُ في الجبال
- المدخَل الضَّيِّق
- كلُ طريق يُؤدِّي إلى ظاهر البلد.